# ئی.پی. داتون
ئی. پی. داتون (انگلیسی: E. P. Dutton) یکی ناشران قدیمی کتاب در ایالات متحده آمریکا بود. این انتشاراتی در آغاز به‌ثورت یک کتاب‌فروشی کارش را در سال ۱۹۵۲ در بوستون ماساچوست آغاز کرد و بنیان‌گذارش «ادوارد پیسون داتون» نام داشت. این ناشر از سال ۱۰۸۶ زیرمجموعه‌ای از گروه پنگوئن شده‌است و همچنان فعال است.